# Григорчук Ростислав Іванович

Григорчук Ростислав Іванович

Ростисла́в Іва́нович Григорчу́к (нар. 23 лютого 1953, с. Вишнівець) Збаразький район, Тернопільська область, Україна)  — математик, що працює в області теорії груп.

## Життєпис
Став широко відомий після роботи 1984 року, в якій побудував перший приклад скінченнопородженої групи, ступінь зростання якої була ні поліноміальною, ні експоненційною, давши тим самим негативне рішення проблеми, сформульованої американським математиком Джоном Мілнором в 1968 році. Цей приклад дістав назву групи Григорчука та є важливим об'єктом геометричної теорії груп.
Закінчив механіко-математичний факультет МДУ в 1975, у 1978 здобув ступінь кандидата фізико-математичних наук. У 1985 році захистив докторську дисертацію в Математичному інституті імені Стєклова РАН.
У 1980-ті й 1990-ті роки працював в Московському інституті шляхів сполучення (1995-2002), Математичному інституті імені Стєклова (2000-2002), МГУ. З 2002 працює в Техаському університеті A&M, де в 2008 здобув статус заслуженого професора (англ. distinguished professor).